# Маркелсбург (Пенсільванія)
Маркелсбург (англ. Marklesburg) — місто (англ. borough) в США, в окрузі Гантінгдон штату Пенсільванія. Населення — 200 осіб (2020).

## Географія
Маркелсбург розташований за координатами 40°23′3″ пн. ш. 78°10′7″ зх. д. / 40.38417° пн. ш. 78.16861° зх. д. (40.384156, -78.168608).  За даними Бюро перепису населення США в 2010 році місто мало площу 2,72 км², з яких 2,68 км² — суходіл та 0,04 км² — водойми.

## Демографія
Згідно з переписом 2010 року, у селищі мешкали 204 особи в 83 домогосподарствах у складі 56 родин. Густота населення становила 75 осіб/км².  Було 175 помешкань (64/км²).
Расовий склад населення:
| - 97,5 % — білих - 0,5 % — чорних або афроамериканців |

До двох чи більше рас належало 2,0 %. Частка іспаномовних становила 0,0 % від усіх жителів.
За віковим діапазоном населення розподілялося таким чином: 23,5 % — особи молодші 18 років, 56,4 % — особи у віці 18—64 років, 20,1 % — особи у віці 65 років та старші. Медіана віку мешканця становила 43,0 року. На 100 осіб жіночої статі у селищі припадало 82,1 чоловіків;  на 100 жінок у віці від 18 років та старших — 92,6 чоловіків також старших 18 років.
Середній дохід на одне домашнє господарство  становив 55 523 долари США (медіана — 50 417), а середній дохід на одну сім'ю — 62 500 доларів (медіана — 54 375). За межею бідності перебувало 10,4 % осіб, у тому числі 21,9 % дітей у віці до 18 років та 0,0 % осіб у віці 65 років та старших.
Цивільне працевлаштоване населення становило 114 осіб. Основні галузі зайнятості: освіта, охорона здоров'я та соціальна допомога — 38,6 %, публічна адміністрація — 16,7 %, роздрібна торгівля — 14,0 %.